# 外村南都子
外村 南都子（とのむら なつこ、1935年 - ）は、日本の国文学者。中世歌謡、特に早歌を専門とする。学位は、文学博士（東京大学・論文博士・1991年）（学位論文「早歌の創造と展開」）。白百合女子大学名誉教授。

## 略歴
1963年東京大学国文科卒、1969年同大学院博士課程単位取得満期退学。1968年東京大学医学部付属看護学校(国語)非常勤講師、1971年白百合女子大学文学部国文学科専任講師、1973年助教授、1980年教授、1985年、1994年の二回、日本歌謡学会志田延義賞受賞、1991年「早歌の創造と展開」で東京大学より文学博士の学位を取得。2010年定年退任。
中世歌謡、特に早歌を専門とする。

## 著書
- 早歌の創造と展開 明治書院 1987.2
- 早歌の心情と表現 中世を開拓する歌謡 三弥井書店 2005.6

## 共著・校註など
- 歌謡集 ほるぷ出版 1986.9 (日本の文学)
- 完訳日本の古典 第34巻 梁塵秘抄 新間進一と校注・訳 小学館 1988.1
- 早歌全詞集 外村久江と校註 三弥井書店 1993.4 (中世の文学)
- 新編日本古典文学全集 48 信生法師日記 春の深山路 校註・訳 小学館 1994.7
- 新編日本古典文学全集 42 梁塵秘抄 新間進一と校注・訳 小学館 2000.12